# LG스포츠
주식회사 LG스포츠(LG Sports)는 LG그룹의 계열사로 스포츠단을 전문적으로 운영하는 회사이다.

## 역사
1983년 11월 9일 금성사 배구단(현 의정부 KB손해보험 스타즈)과 럭키금성 황소 축구단(현 FC서울)을 운영하기 위한 국내 최초 종합스포츠 주식회사로 설립되었다.

## 현재 운영중인 스포츠단
| 종목 | 리그명   | 팀명             | 창단년도 | 연고지          | 감독   | 우승                   |
| ---- | -------- | ---------------- | -------- | --------------- | ------ | ---------------------- |
| 야구 | KBO 리그 | LG 트윈스        | 1990년   | 서울특별시      | 염경엽 | 3회 (1990, 1994, 2023) |
| 농구 | KBL      | 창원 LG 세이커스 | 1994년   | 경상남도 창원시 | 조상현 | 없음                   |

## 과거 운영했던 스포츠단
- FC 서울 : 1983년부터 2004년까지 운영하였으며 2004년 LG그룹과 GS그룹이 분리를 시작하면서 LG스포츠 또한 GS스포츠와 분리되어 2004년 6월 1일 GS스포츠가 출범하고 2005년 3월 정식으로 GS그룹이 LG그룹에서 분리, 출범하면서 GS그룹 소속이 되었다.[2]

- 구미 LG화재 그레이터스 (과거 금성통신, 럭키화재, LG화재): 철도국 배구단으로 창단하여 이후 체신부로 이관되었다가 1976년 LG그룹에 인수되어 1976년부터 1999년까지 운영하였으며 1992년 금성사에서 럭키화재로 이관되었으며 1999년 LG화재가 LG그룹 계열에서 분리되면서 같이 계열분리되었으며 2006년 모기업이던 LG화재가 LIG손해보험으로 사명을 변경하고 LIG손해보험을 지주회사로 하여 창립한 LG화재그룹이 LIG그룹으로 그룹명을 변경하면서 구단명도 변경된 모기업의 이름이 적용된 구미 LIG손해보험 그레이터스로 운영하였다. 하지만 모기업 LIG 손해보험이 KB금융그룹으로 매각이 확정되면서 동시에 배구팀도 인수하게 되었다. 더불어 팀명도 KB손해보험 스타즈로 바뀌게 되었다.

- GS칼텍스 서울 KIXX (과거 호남정유): 1968년 경성방직(현 경방) 여자배구단으로 창단하여 운영하다가 1970년 LG그룹에 인수되어 1970년부터 2004년까지 운영하였으며 2004년 LG그룹과 GS그룹이 분리를 시작하면서 LG스포츠 또한 GS스포츠와 분리되어 2004년 6월 1일 GS스포츠가 출범하고 2005년 3월 정식으로 GS그룹이 LG그룹에서 분리, 출범하면서 배구단인 LG칼텍스도 함께 가져가면서 구단명을 GS칼텍스로 변경하였다.

- LG투자증권 황소 (과거 럭키금성 황소): 1984년부터 2004년까지 운영하였으며 2004년 LG투자증권이 우리금융그룹에 매각될 당시 우리금융그룹에서 씨름단 인수를 거부하였고 LG에서도 운영할 의사가 없었기에 인수되는 과정에서 자동적으로 해체되었다. 이로 인해 국내 씨름판에 크게 축소되는 계기가 되었다. 선수들은 졸지에 팀을 잃었고 당시 테크노 골리앗이란 별명으로 씨름의 인기를 이끌던 최홍만은 이로 인해 은퇴함과 동시에 이종격투기 선수로 전향, K-1으로 진출하게 되었다.

## 시설
- LG챔피언스파크 (LG 트윈스, 창원 LG 세이커스 훈련장)

## 스폰서십
| - 조직 - 국제 크리켓 평의회 - 대회 - 포뮬러 원 - 코파 아메리카 - 2013년 스페셜 올림픽 - FIS 스노보드 월드컵 - LG컵 - LG배 세계기왕전 - 한국여자야구대회 - LG배 세계기왕전 | - 팀 - 대한민국 야구 국가대표팀 - 로스앤젤레스 다저스 : 2013 ~ 16년 - FC 서울 2004 ~ - 바이어 04 레버쿠젠 : 2013 ~ 16년 - 스완지 시티 AFC : 2013 ~ 14년 - 올랭피크 리옹 : 2004 ~ 07년 - 풀럼 FC : 2007 ~ 10년 - 상파울루 FC : 2001 ~ 10년 - 선수 - 손연재 - 김자영 - 안젤라 박 |

|                                                                |
| G가 후원하는 LG 휘센 리드믹 올스타즈 2013에서 공연중인 손연재. |

|         |
| 김자영. |

|                                              |
| LG 로고가 새겨진 모자를 쓰고 있는 안젤라 박. |

| |
| LG가 후원한 2011년 코파 아메리카에서 대회 최우수선수상을 수상한 루이스 수아레스. 트로피에 LG 로고가 새겨져 있다. |

|                         |
| 2012년 코리아 그랑프리. |

|                              |
| 2011-12 FIS 스노보드 월드컵. |

|                                    |
| 로스앤젤레스 다저스를 후원하는 LG. |

|                                   |
| 바이어 04 레버쿠젠를 후원하는 LG. |

|                                  |
| 인크레더블 미라클을 후원했던 LG. |

## 본점 및 지점 현황
- 본점: 서울특별시 송파구 올림픽로 25 (잠실동, 서울종합운동장)
- 이천점: 경기도 이천시 대월면 대평로255번길 69
- 구리점: 경기도 구리시 아차산로 100 (아천동)
- 창원점: 경상남도 창원시 성산구 원이대로 450 (중앙동)

## 같이 보기
- GS스포츠
- FC 서울
- 안양 LG 치타스
- 창원 LG 세이커스